# Annibale Fontana
Annibale Fontana (* 1540 in Mailand; † 1587 ebenda) war ein italienischer Bildhauer, Medailleur und Ziseleur des Manierismus.

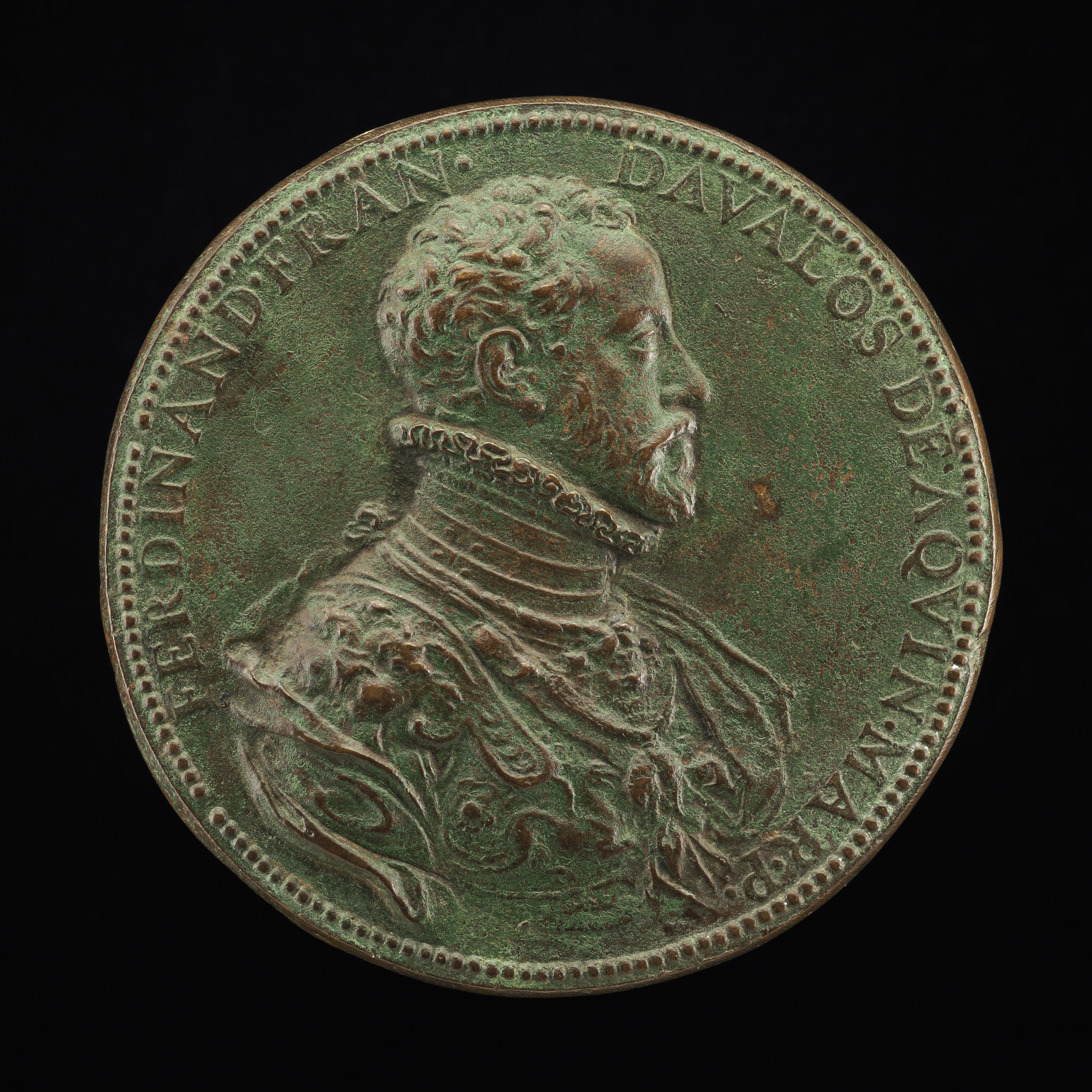
Annibale Fontana, Gedenkmedaille von Francesco Ferdinando d'Avalos d'Aquino d'Aragona

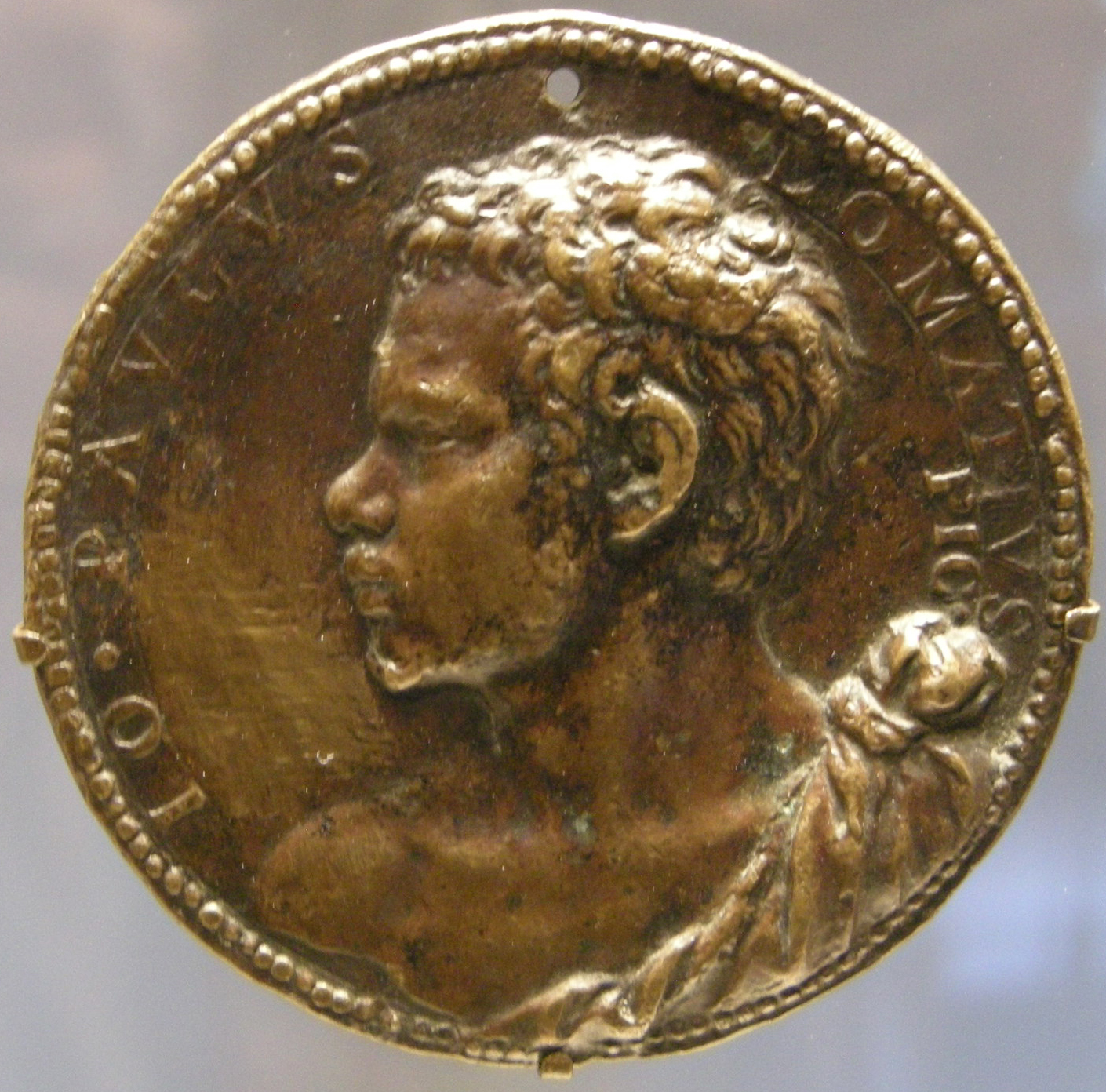
Annibale Fontana, Die Medaille von Giovanni Paolo Lomazzo

## Leben
Annibale Fontana wurde in Mailand in einer Familie mit Tessiner Wurzeln geboren, wie der Grabstein in der Mailänder Kirche Santa Maria dei Miracoli bezeugt. 1556–1557 schuf er drei Medaillen mit dem Bildnis von Cristoforo Madruzzo, zu dieser Zeit Gouverneur von Mailand; auf der Rückseite der ersten Medaille wird mit dem Bild des arabischen Phönix auf die Wiedergeburt des Katholizismus nach dem Bündnis zwischen Papst Paul III. und Karl V. hingewiesen, auf der Rückseite der zweiten auf den kaiserlichen Sieg von Mühlberg mit dem Bild von Herkules und Vidra von Lerna und auf der Rückseite der dritten auf die Rückgabe von Piacenza an die Familie Farnese (15. September 1556) mit der Allegorie des Po.
Sein anderes frühestes bekanntes Werk ist die in der Schatzkammer in München aufbewahrte Bergkristallschatulle für Herzog Albert V. von Bayern aus der Zeit um 1560–1570; auch einige Medaillenprägungen lassen sich in diesen Zeitraum einordnen. Die Gedenkmedaille von Francesco Fernando d’Avalos d’Aquino d’Aragona, die auf der Rückseite Herkules im Garten der Hesperiden zeigt, stammt mit Sicherheit aus dessen Mailänder Regierungszeit (Februar 1560–März 1563), wahrscheinlicher aus der Zeit um 1562.
Sein erfolgreichstes Werk ist zweifellos die Cassetta Albertina mit ihren sieben Kristalltafeln (Erschaffung der Welt, Erbsünde, Arche Noah, Übergabe der Tafeln, Opferung Isaaks, David und Goliath, Exil in Babylon), die der perspektivischen Finesse und der theatralischen Gestaltung von Herkules und Nessus in Wien sehr nahe kommt. Fontana heiratete Ippolita Saracchi, die aus einer Familie berühmter Kristallmacher stammte, die für die wichtigsten europäischen Höfe tätig waren. Die folgenden Jahre waren geprägt von monumentalen Skulpturaufträgen für die Baustelle von Santa Maria presso San Celso, darunter die Himmelfahrt in einem Seitenaltar der Kirche und zahlreiche Statuen für die von Galeazzo Alessi und Martino Bassi entworfene Fassade sowie die Kerzenleuchter für die Certosa di Pavia.
Fontana war einer der wichtigsten Vertreter der Accademia dei Facchini della Val di Blenio von Giovanni Paolo Lomazzo.